# 日本スポーツカイロプラクティック連盟
日本スポーツカイロプラクティック連盟（にほんスポーツカイロプラクティックれんめい、英語: Japanese Federation of Chiropractic Sportive、略称：J-FOCS）は、国際スポーツカイロプラクティック連盟 (F.I.C.S.－The International Federation of Sports Chiropractic) 日本の代表民間団体であり、各種スポーツイベントにボランティアとして、スポーツを通じてカイロプラクティックの普及を目指し活動している。1998年のF.I.C.S.規約改正 により、F.I.C.S.への登録が個人登録から各国団体によるものとなり2001年に設立される。

## 沿革
- 2001年3月 - 設立。

## 目的
- スポーツカイロプラクティックの支援・適応・増進とスポーツカイロプラクティックの社会的認知を得る[3]。